# 三江化工
三江化工，全称中國三江精細化工有限公司（英語：China Sanjiang Fine Chemicals Company Limited，港交所：2198），於1998年由管建忠（董事長及總裁）創立，名為「杭州浩明化工有限公司」。
現時業務在國內經營生產及銷售環氧乙烷及AEO表面活性劑產品，總部位於中國浙江省嘉興港區平海路。
而股份則在2010年9月16日於香港交易所主板上市，招股價為3.38港元，全球發行252,400,400股，而集資額為8.5億港元。

## 連結
- ChinaSanjiang.com（页面存档备份，存于）